# Leisure Suit Larry in the Land of the Lounge Lizards
Leisure Suit Larry in the Land of the Lounge Lizards är ett peka-och-klicka-äventyr av Sierra On-Line från 1987. Spelet är den första delen i en serie kallad Leisure Suit Larry. Spelet bygger på spelmotorn Adventure Game Interpreter (AGI). Spelet gavs först ut till MS-DOS och Apple II och portades senare till Amiga, Apple II, Atari ST, Apple IIGS och TRS-80.

## Ålderskontroll
Innan man kan börja spela måste man svara rätt på ett antal frågor för att visa att man är tillräckligt gammal för att få spela spelet. Trycker man ALT-X så kommer man förbi frågorna.

## Handling
Man spelar som Larry Laffer, en 40-årig man klädd i "leisure suit", och man befinner sig i staden Lost Wages. Målet med spelet är att förlora oskulden och hitta sin drömkvinna innan natten är slut.

## Utveckling
Al Lowe, tidigare lärare på high school, hade skapat en nisch vid Sierra med sitt arbete på Walt Disney Company-licensierade edutainment-titlar som Donald Duck's Playground, Winnie the Pooh in the Hundred Acre Wood och The Black Cauldron, som han skrev, formgav och programmerade. Tidigt i företagets historia hade Sierra gett ut ett textbaserat spel kallat Softporn Adventure. Flera år senare, med succéer som King's Quest och en ökad efterfrågan på äventyrsspel, bad firmans grundare Ken Williams Lowe att börja programmera ett animerat spel helt i färg, baserat på ett liknande vuxentema.
Lowe, som ansåg att den tidigare Softporn Adventure var "ett primitivt, tidigt försök", hämtade spelets grundstruktur och lade till tvådimensionell grafik, humor och huvudpersonen Larry Laffer. Chuck Benton, skaparen av Softporn Adventure, står upptagen i "rulltexterna", eftersom layouten och gåtorna i spelet är identiska med dem som fanns i den tidigare titeln. Lowe, som var en hängiven jazzmusiker, skrev också huvudtemat kallat "For Your Thighs Only", och några av hans kompositioner förekommer i de senare spelen i Leisure Suit Larry- serien.

## Mottagande
| ”         | Min första reaktion var att jag hade slösat bort sex månader av mitt liv. | „ |
| – Al Lowe |                                                                           |   |

Osäkra på hur spelet skulle mottas, valde ledningen för Sierra att släppa spelet utan någon budget för reklam och marknadsföring. Första månadens försäljning blev också föga förvånande lägre än den varit för flera andra Sierraprodukter; många stora datorkedjor vägrade sälja spelet då de tyckte att innehållet (avsett för vuxna) var oacceptabelt. Men, ryktet om spelet spreds från mun till mun och vid årets slut hade Leisure Suit Larry in the Land of the Lounge Lizards blivit en succé både hos kritiker och kommersiellt. Spelet utnämndes av Software Publishers Association till "Best Fantasy, Role Playing or Adventure Game of 1987" (”Bästa fantasy, rollspels- eller äventyrsspel 1987”) och sålde i mer än 250 000 exemplar. Enligt marknadschefen John Williams så "sålde massor av återförsäljare massor av Leisure Suit Larry, men ingen ville medge det." Det blev också mycket piratkopierat, även i Sovjetunionen.